# KiWi
KiWi（キウィ）は、AZUpubschoolとCOR!Sによる日本の作曲家ユニットである。

## 略歴
- 2015年
  - 結成、米レーベル ZOOMLENZよりEP「Promise」をリリース
- 2016年
  - 1st EP「The tale of sibling」をリリース
  - ディプロ主宰レーベルマッド・ディセントより「SUGAR PANIC」をリリース
  - マッド・ディセントのサブレーベルであるGood Enuffより「M・A・Z・E」をリリース
  - 2nd EP「The scene of ordinary」をリリース
  - ヴィレッジ・ヴァンガードミュージックより1st シングル「KiWi物語」をリリース
  - マッド・ディセント・クリスマスコンピレーション・アルバム「A Very Decent Christmas 4」に参加
  - BBC RADIOにて放送されるDiploの番組"Diplo&Friends"のゲストとしてミックステープを提供
- 2017年
  - 1stアルバム「March」をリリース
  - 大阪スクールオブミュージック専門学校にて開催された楽曲制作セミナー「KiWi × Cubase」に登壇
  - FBi RADIO SIDECHAINSのゲストとしてミックステープを提供
  - 沖縄発ダンスクルーDEVIL NO IDとのコラボ楽曲「かしましサバト」を発表
  - マッド・ディセント・クリスマスコンピレーション・アルバム「A Very Decent Christmas 5」に参加
  - 米レーベルGood Enuffと日レーベルTrekkie Traxのコラボコンピレーションアルバム『Good Enuff × Trekkie Trax』に参加
  - バンダイナムコスタジオ PS4ゲーム”太鼓の達人"に「音虫をつかまえろ！」が収録
- 2018年
  - たこやきレインボー『ダブルレインボー』収録「レインボーロード〜駆け出した靴〜」を楽曲提供
- 2019年
  - NHK for School "ほうかごソングス"2月号にて提供楽曲「ひみつだらけひなまつり」が公開
  - CD付き絵本アルバム「KiWi物語 第一章 〜おばけのキウィとの出会い〜」をリリース[1][2]
  - たこやきレインボー
    - 『もっともっともっと話そうよ-Digital Native Generation-』収録「天使のラブソングを」編曲
    - 冬のホールワンマン"なにわンダーランド2019〜Joy to the world〜"　ライブ楽曲6曲をリアレンジ

## ディスコグラフィー
アルバム
- 『March』(2017) / SnowGlobeRecords , FORES TRAX
- 『KiWi物語 第一章〜おばけのキウィとの出会い〜』(2019) / SnowGlobeRecords[1][2]

EP
- 『Promise』(2015年) / ZOOMLENZ
- 『The tale of sibling』(2016年)
- 『SUGAR PANIC REMIXES』(2016年) / マッド・ディセント
- 『The scene of ordinary』(2016年)

シングル
- 『カゲロウマツリ』(2015年)
- 『M・A・Z・E』(2016年) / Good Enuff
- 『KiWi物語』(2016年) / ヴィレッジヴァンガードミュージック

コンピレーション
- 『A Very Decent Christmas 4』「The Christmas Party」(2016) / マッド・ディセント
- 『Good Enuff × Trekkie Trax Compilation』「S・A・G・E」(2017) / Good Enuff,Trekkie Trax
- 『A Very Decent Christmas 5』「What's in the present box?」(2017) / マッド・ディセント

ミックステープ
- BBC RADIO "Diplo&Friends" ゲストミックス(2016)
- FBi RADIO SIDECHAINS ゲストミックス(2017)

## 提供作品
- 2015年
  - 都築かな「おはよ おやすみ」（作詞・作曲・編曲）
  - 虹のコンキスタドール『レインボウスペクトラム』収録「きみの気持ち教えて」（作詞・作曲）
- 2017年
  - DEVIL NO ID『Devillmatic』収録「かしましサバト」（作詞・作曲・編曲）
- 2018年
  - たこやきレインボー『ダブルレインボー』収録「レインボーロード〜駆け出した靴〜」（作詞・作曲・編曲）
- 2019年
  - NHK for school ほうかごソングス 2月号「ひみつだらけひなまつり」（作詞・作曲・編曲）
  - たこやきレインボー
    - 『もっともっともっと話そうよ-Digital Native Generation-』収録「天使のラブソングを」（編曲）
    - 冬のホールワンマン"なにわンダーランド2019〜Joy to the world〜" ライブ楽曲（編曲）